# Rubén Flores Hernández
Rubén Flores (Xalapa; 27 de octubre de 1969) es un director de orquesta y compositor mexicano.

## Biografía
Nace en la ciudad de Xalapa,sus estudios iniciales en la música los adquirió con el maestro Antolín Guzmán Salazar en la Orquesta Típica de la escuela primaria Práctica Anexa a la Normal Veracruzana, donde él era alumno., esta vivencia le generó el gusto por esta disciplina artística, y desde muy joven ingresó a la carrera de Música de donde es egresado de la carrera de flauta en la U.V.. Es el compositor del Himno del PRD por el cual ganó un concurso en 1997 para su creación, así también obtuvo el primer lugar en un concurso de composición de canción popular en el Estado de Veracruz, ha impartido clases de flauta en la facultad de Música de la U.V en varias ocasiones, impartió clases de Música en la International School of Kuala Lumpur en Malasia en 1995.

## Principales Maestros
Su incursión en la dirección de orquesta lo ha llevado a tomar clases y cursos tanto de grupo como individuales con varios de los maestros más importantes de México  como son: Francisco Savín, Jorge Mester, Fernando Lozano, Enrique Bátiz, Fernando Ávila, Gordon Campbell, y otros más en el extranjero como: Earl Benson, Jens Nigard, y Harry Shenawolf y Jorma Panula.

## Actividad Profesional
Formó en el 2000 la Orquesta Sinfónica "Eduardo Hernández Moncada" y en el 2001 le fue otorgado el puesto de Director titular de la Banda  Sinfónica del Estado  de Veracruz con la cual ha asistido a diferentes eventos en todo México y Estados Unidos. 
Ha retomado los conciertos en las salas más importantes de la ciudad de Xalapa al llevar a cabo “Los conciertos de Primavera” en la cual han participado directores huéspedes y solistas mexicanos y extranjeros en programas que incluyen el repertorio clásico de Banda así como también jazz y música contemporánea, además de incursionar en repertorios de Zarzuela, Opera, y Obras Corales, ha realizado más de 50 transcripciones y arreglos para Banda y Orquesta Sinfónica.
Ha sido invitado en varias ocasiones por el Consejo Nacional para la Cultura y las Artes (CONACULTA) para ser maestro en los Cursos Nacionales de Dirección de Banda y Orquesta Sinfónica, ha dirigido como Director Huésped las siguientes agrupaciones: La Orquesta Filarmónica de Tamaulipas, La Orquesta de Música Popular de la U.V, La Banda Sinfónica de Oaxaca, La Banda Sinfónica Juvenil Nacional, y la Orquesta Sinfónica de Xalapa.
Actualmente es Director Principal Invitado de la Orquesta de Cámara de Xalapa y Director de la Orquesta Sinfónica Juvenil "Daniel Ayala" de la Escuela Municipal de Bellas Artes (EMBA) de Veracruz, Director de la Orquesta Universitaria de Música Popular de la Universidad Veracruzana y director adjunto de la Orquesta Sinfónica de Xalapa.